# Агрегато Скалки (Виченца)
Агрегато Скалки (итал. Aggregato Scalchi) је насеље у Италији у округу Виченца, региону Венето.
Према процени из 2011. у насељу је живело 91 становника. Насеље се налази на надморској висини од 79 м.